# Pauvreté aux États-Unis

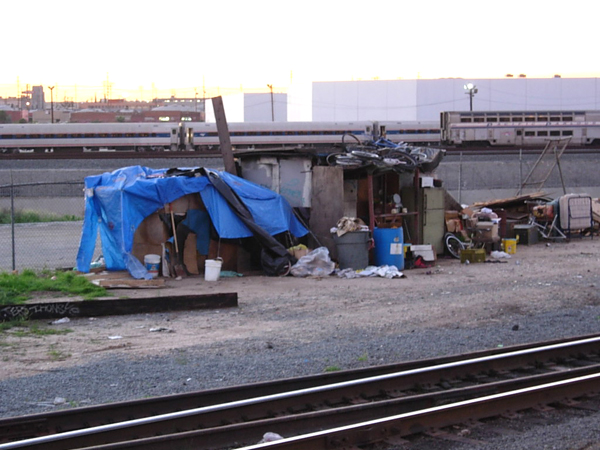
Sans abris à Los Angeles.

La pauvreté aux États-Unis concerne officiellement 11.1% de la population américaine. Après avoir été longtemps supérieur à celui des autres pays de l'OCDE, le taux de pauvreté a connu, aux États-Unis, une baisse importante, portée par la forte croissance économique qu'a connu le pays depuis la fin de la crise économique mondiale de 2008.

## Mesure de la pauvreté aux États-Unis
Il y a deux façons différentes de mesurer la pauvreté : de manière absolue (en définissant un seuil de revenus nécessaire à la satisfaction des besoins fondamentaux) ou de manière relative (en fixant un seuil en proportion du revenu médian, par exemple 50%). Les États-Unis (ainsi que le Canada) utilisent un seuil absolu, ce qui rend les comparaisons difficiles avec la plupart des autres pays riches, qui utilisent un seuil relatif.

### Statistiques officielles
Le Bureau du recensement des États-Unis (Census Bureau) publie les seuil de pauvreté, selon différents critères : par exemple, des estimations nationales sur la pauvreté, classées selon le type de logement, l'origine ethnique, et d'autres caractéristiques démographiques et socio-économiques. Le Département de la Santé et des Services sociaux (HHS) publie ses seuils dans un but administratif, par exemple pour déterminer si une personne ou une famille est susceptible de recevoir une aide publique d'un programme fédéral.
Depuis les années 1960, le gouvernement des États-Unis a défini la pauvreté en termes absolus. Le seuil de pauvreté absolue correspond au seuil en dessous duquel les personnes « manquent des ressources pour satisfaire les besoins fondamentaux pour une vie correcte et n'ont pas assez de revenus pour se nourrir suffisamment et avoir un logement et des vêtements permettant de rester en bonne santé »[réf. nécessaire].
Les seuils sont mis à jour annuellement, en fonction du taux officiel d'inflation.

### Seuils officiels actuels (mesure absolue)
| Nombre de personnes par foyer                | 48 États principaux | Alaska   | Hawaii   |
| -------------------------------------------- | ------------------- | -------- | -------- |
| 1                                            | 10 830 $            | 13 530 $ | 12 460 $ |
| 2                                            | 14 570 $            | 18 210 $ | 16 760 $ |
| 3                                            | 18 310 $            | 22 890 $ | 21 060 $ |
| 4                                            | 22 050 $            | 27 570 $ | 25 360 $ |
| 5                                            | 25 790 $            | 32 250 $ | 29 660 $ |
| 6                                            | 29 530 $            | 36 930 $ | 33 960 $ |
| 7                                            | 33 270 $            | 41 610 $ | 38 260 $ |
| 8                                            | 37 100 $            | 46 290 $ | 42 560 $ |
| Pour chaque personne supplémentaire, ajouter | 3 740 $             | 4 680 $  | 4 300 $  |

## Évolution du taux de pauvreté

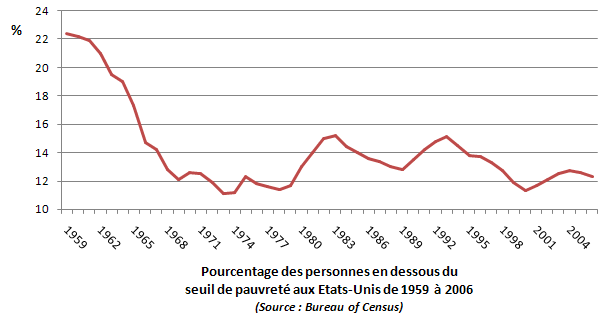
Taux de pauvreté des personnes de 1959 à 2006 aux États-Unis

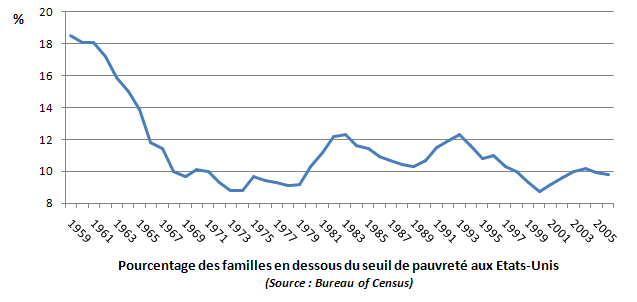
Taux de pauvreté des familles de 1959 à 2006 aux États-Unis

Taux de pauvreté et nombre de pauvre de 1959 à 2017 aux États-Unis

Le taux de pauvreté aux États-Unis a évolué depuis l'an 2000, depuis son plus bas niveau à 11,3 % en 2000, à 12,7 % en 2004 et 12,3 % en 2006. Cela signifie que 37 millions de personnes étaient en dessous du seuil de pauvreté officiel en 2004. C'est 5,4 millions de plus qu'en 2000. Le taux d'enfants mineurs pauvres a, lui, augmenté de 16,2 % à 17,8 % dans la même période.
En 1959, 22,4 % de la population était pauvre. Le seuil de pauvreté était de 2 973 $ pour une famille de quatre personnes, tandis que le revenu médian était de 6 973 $. Le seuil de pauvreté représentait donc 42,64 % du revenu médian.
En 2006, on compte 36,5 millions de personnes vivant sous le seuil de pauvreté, l'augmentation de la démographie passant de 281,4 millions en 2000 à 300 millions en 2006 expliquant que malgré le taux en baisse, le nombre de personnes varie peu.
En 2006, 4,9 % des couples mariés sont pauvres, soit 2,9 millions de personnes, contre 28,3 % (4,1 millions) pour les femmes vivant seules ou les familles sans père.
En 2011, la proportion était de 15 %, pour un seuil de 22 811 $ et un revenu médian de 75 148 $. Le seuil de pauvreté représentait alors 30,35 % du revenu médian ; l'écart de revenu entre une famille pauvre et une famille médiane s'est donc considérablement accru pendant les cinquante dernières années.
A l'occasion du Mois national de sensibilisation à la pauvreté en Amérique, le bureau du recensement américain a publié un tableau des taux officiels de pauvreté de 2006 à 2022, par année et par état. Il en ressort que la plupart des états avaient des taux de pauvreté moyens inférieurs entre 2019 et 2021 à ceux d'une décennie plus tôt.
Selon les analystes, les données 2019-2021 font apparaître trois périodes :
- en 2019, la fin de l'expansion économique constatée après la Grande Récession
- une courte récession qui a accompagné le début de la pandémie de Covid-19 de février à avril 2020
- la réponse gouvernementale à la pandémie, avec des mesures de soutien à la population qui ont réduit le taux de pauvreté d'avril 2020 à fin 2021.

Le taux moyen de pauvreté serait ainsi passé de 14,8 % en 2009-2011 à 11,2 % en 2019-2021.
En 2022, le taux moyen de pauvreté serait remonté à 12,6 % d'après les données de l'American Community Survey avec des différences notables en fonction des tranches d'âge concernées. Le taux moyen de pauvreté des enfants (mois de 18 ans) était de 16,3 % tandis que celui des personnes âgées de 65 ans et plus de 10,9 % et celui des 18 à 64 ans de 11,7 %. Les taux les plus élevés de pauvreté infantiles ont été constatés dans les états du Sud : Mississipi, 26,4 % ; Virginie occidentale, 25 % et Louisiane, 24,6 %, notamment.

### Mobilité sociale et pauvreté

#### Livre de Michael Cox
Michael Cox, économiste libéral, défenseur auto-proclamé du capitalisme, membre du CATO Institute et membre de la Société du Mont-Pèlerin, et Richard Alm, journaliste économique au Dallas Morning News ont réalisé un livre sur le sujet. Selon eux, 75 % des familles initialement pauvres étaient passés dans l'un des trois quintiles les plus riches. Leur livre affirme que les Américains vivent de mieux en mieux grâce au capitalisme et s'appuie sur le prix de biens de consommations pour le justifier. Leur livre ne prend cependant aucunement en compte la santé, les conditions de travail, le prix de l’énergie, ou encore l'instruction.

#### Étude de l'OCDE
Selon une étude de l’Organisation de coopération et de développement économiques (OCDE), la mobilité sociale est moins grande aux États-Unis qu’en Europe. 
Les américains dont les parents appartiennent au quintile le plus pauvre ne verront pas d'amélioration de leur situation sociale dans 40 % des cas.

### Inconvénients des mesures

#### Critiques de la droite américaine et du patronat
Depuis 1995, des polémiques sont apparues et ont été mises en avant par le patronat américain.
En effet, avec la méthode de pauvreté relative, une augmentation du salaire médian concorderait avec l'augmentation du seuil de pauvreté, ce qui a comme effet mécanique d'augmenter le nombre de « pauvres » alors que selon les milieux d'affaires et la droite américaine une hausse des inégalités dans une société ne serait pas une mauvaise chose.
Constatant que « le calcul officiel de la pauvreté aux États-Unis était imparfait et n'informait pas correctement le public sur qui est pauvre et qui ne l'est pas », l'organisation gouvernementale Conseil national de la recherche des États-Unis a chargé un panel de spécialistes, présidé par Robert Michael, ancien doyen de la Harris School of Public Policy Studies à l'Université de Chicago, de réfléchir à la question. Celui-ci a proposé un nouveau modèle, basé sur le revenu disponible, qui inclurait notamment les tickets-restaurant, les repas pris à l'école, et l'aide au logement. Il déduirait par contre les dépenses qui ne peuvent pas satisfaire les besoins fondamentaux, comme les impôts sur le revenu, les dépenses scolaires, les frais médicaux, les primes d'assurances et les dépenses liés au travail, dont les gardes d'enfants.
Les républicains veulent annuler l'« Obamacare », qui avait augmenté le nombre de personnes couvertes par l'assurance maladie. Ils défendent également l'idée de réduire l’accès aux aides sociales pour les pauvres en les conditionnant au travail. Ainsi, les personnes pauvres sans emplois perdraient leur accès à la couverture maladie. Ou encore restreindre l’aide alimentaire accordée sous forme de coupons (food stamps).

## Sans abris
On assiste depuis les années 1980 a une hausse importante du nombre d'américains sans abris. Selon Amnesty International, il y aurait 5 fois plus de maisons vides aux États-Unis que de sans abris.
En 2014, il existe environ 600 000 sans-abris dont un nombre important sont d'anciens membres de l'armée américaine.
À New York, on estime que plus de 22 000 enfants sont sans domicile fixe, le nombre le plus important depuis la grande dépression. Les personnes sans-abri atteignent le nombre record de 55 000 à Los Angeles. L'augmentation des loyers et le manque de lois protégeant les locataires contre les propriétaires sont des facteurs importants de l'augmentation du nombre de sans-abri.
Dans de nombreuses villes américaines, les sans-abri sont criminalisés pour la situation dans laquelle ils se trouvent. Dormir dans la rue, s'asseoir dans les lieux publics, mendier, uriner (dans les villes où les toilettes publiques sont quasi inexistantes) et de nombreux autres délits ont été conçus pour s'attaquer au « fléau » que représentent les sans-abris.

## Alimentation
En 2002, 89 % des foyers américains n'ont éprouvé aucun problème pour se nourrir correctement tout au long de l'année. Les 11 % restants ont éprouvé des difficultés, au moins temporairement. Sur ces 11 % un tiers (3,5 %) des foyers a éprouvé des difficultés au point qu'au moins un des membres de la famille a ressenti la faim, à un moment donné, pendant l'année 2002.
En 2009, alors que la crise s'aggravait, 28 millions de personnes recevaient des coupons alimentaires (food stamps), tandis que les programmes fédéraux alimentaires visant à nourrir les élèves après l'école voyaient leur fréquentation exploser.
Une étude américaine publiée en novembre 2009 établit qu'un enfant sur deux de moins de 20 ans, au cours des trente dernières années, a eu au moins une fois recours aux bons alimentaires et conclut : « les enfants américains présentent un risque élevé de vivre une période au cours de laquelle leurs familles sombrent dans la pauvreté comme le prouve leur usage des bons alimentaires ». Les auteurs de l'étude affirment que « les enfants américains sont ceux qui sont confrontés au plus haut niveau de pauvreté dans le monde occidental développé ».
Le nombre de personnes faisant partie d'un ménage incapable de s'alimenter adéquatement a augmenté de 14 millions, de 2007 à 2011 pour atteindre 50 millions
En 2014, 47 millions d'américains reçoivent des bons d'aide alimentaire ,.

## Indicateur de pauvreté humaine
D'un point de vue international, le PNUD place en 2006 les États-Unis en 16e position pour l'indicateur de pauvreté IPH-2 sur les 18 pays les plus développés.
Depuis 2014, l’espérance de vie est en baisse aux États-Unis, en particulier pour les pauvres, de plus en plus exposés aux risque de suicides ou d’overdoses.
Ainsi, les revenus des 50 % des Américains les plus pauvres n’ont pas augmenté depuis le début des années 1980, alors que les revenus des 1 % les plus riches ont été multipliés par plus de trois. D'autre part, alors que leurs revenus n'augmentent pas la valeur du patrimoine immobilier des classes populaires est en baisse. En 2000, 66 % étaient propriétaires de leur logement, alors qu’en 2016 seulement 57 % l’étaient.
Selon l'universitaire américaine Ioana Marinescu, « Il est vraisemblable que la pauvreté tue particulièrement aux États-Unis parce que les politiques d’assurance sociale et d’aide aux plus défavorisés sont parmi les moins généreuses parmi les pays riches ».